# Свети Рафаило, Николај и Ирина
Свети Рафаило, Николај и Ирина лезбоски (грч. Пαφαηλ, Νικολαος και Еιρηνη; 15. век) су православни мученици који су страдали од турских освајача на острву Лезбос 1463. године.
Канонизовани су од Светог Синода Цариградске патријаршије 1970. године. Православна црква их празнује се 9. априла и у уторак Светле седмице.

## Живот пре мучеништва
Податке о животу мученика Рафаила, Николаја и Ирине добијамо из оописа које је испричао углавном свети Рафаило, који је почео да се јавља становницима Лезбоса у сну и на јави након проналаска његових моштију 1959. године. Ископавања на месту њихове погибије потврдила су открића Светог Рафаила о околностима њиховог страдања.
Из ових откривења се сазнало да је Свети Рафаило рођен на острву Итаки 1410. године у имућној породици и да је носио име Георгиос Ласкаридис. Добио је високо образовање, затим је служио у војсци, а затим се замонашио са именом Рафаило. После свештеничке хиротоније послат је на службу у Атину у храм Димитрија Лумбардијариса у подножју Акропоља. Рафаило је тада постао архимандрит у Цариграду у Цариградској патријаршији.
У граду Морлеу у Француској, где је Рафаило послат да испуни задатак који му је поверио патријарх, упознао је младог грчког студента из Солуна по имену Никола. Под утицајем Рафаила, Никола се замонашио, а потом и рукоположен за ђакона. Од тада се практично никада нису раздвајали.
Приликом заузимања Цариграда од стране Турака 1453. године, Рафаило и Никола су били у североисточној Грчкој, у Тракији. Године 1454. отишли су на острво Лезбос, које још нису заузели Османски Турци. На Лесбосу су се населили у манастиру Рођења Пресвете Богородице, који се налази у области званој Кариес, у близини села Терми. У манастиру је тада живео само један монах. По доласку Рафаила и Николе, ту је настала мала заједница, а Рафаило је постао игуман манастира.
Године 1462. султан Мехмед II Освајач је после седамнаестодневне опсаде заузео Лезбос, али Турци нису одмах напали манастир. Међутим, 5. априла 1463. године, на Велики петак, освајачи су дошли у манастир, тражећи побуњенике који су побегли после устанка у селу Терми. Тада се у манастир склонио старешина Терми Василиј са супругом Маријом, 12-годишњом ћерком Ирином и нећакињом Еленом, школским учитељем Теодором и другим мештанима.

## Мучеништво
Дана 9. априла 1463. године, у уторак Светле недеље, тражећи да Ирининим родитељима дају где се налазе побуњеници, Турци су Ирини одсекли десну руку, затим је живу спалили у великом глиненом казану, а затим погубили њене родитеље, учитеља Теодора и њихове пратиоце.
Истог дана мученички су пострадали игуман Рафаило и ђакон Николај. Према Рафаиловом откровењу, његове муке су се одвијале овако:
„Турци су ме дуго мучили. Прво су ме тукли пендрецима док сам непомично лежао на земљи. Онда су ме ударили копљима, вукући ме по земљи за браду. После тога су ме обесили на орах и брутално тукли 24 сата. Док су ми се ругали, рекао сам им: Вољом Господњом све ћу издржати до последњег даха. Видео сам како су тукли друге, али сам понављао: „У борби до последњег даха“. Зато сам имао снаге. Скинули су ме са дрвета и вукли преко камења које сам упрљао својом крвљу. После тога сам поново висио наглавачке на овом дрвету један дан. Онда су ми распилили вилицу и одрубили ми главу.”
Ђакон Николај је био везан за дрво, поред оца Рафаила. Видевши страдање свог учитеља, Николај је умро после првих удараца бајонета. После овога Турци су спалили манастир. Убрзо су мученици тајно сахрањени. Касније је на месту манастира подигнута капела, а током наредних векова локални хришћани су, по предању, на ово место долазили са свећама у уторак Страсне недеље, иако је разлог за појаву ове традиције временом заборављен.

## Проналажење моштију
1959. године на месту порушеног манастира почела је да се гради мала црква. 3. јула 1959. године, припремајући се за полагање темеља, радници су ископали гроб са моштима светог Рафаила. Глава му је лежала на заобљеном камену поред тела. Мученикове руке су биле прекрштене на грудима, а на његовој лобањи је недостајала вилична кост, што је касније откривено. У ноћи након проналаска моштију, Рафаило се у сну јавио свештенику и још неким мештанима и јавио да је 9. априла 1463. године страдао од Турака и да су његови остаци пронађени.